# アニー・ウォルシュ・メモリアル学校
アニー・ウォルシュ・メモリアル学校（英: Annie Walsh Memorial School）は、西アフリカのシエラレオネにある女子学校。シエラレオネで最も歴史ある古い女子の学校で、現在の校長は1995年からのアントワネット・ロバーツ夫人。
1816年、英国国教会の宣教社会はシエラレオネのシャーロット山腹にある村の女の子のために小さな私立学校を開校した。キリスト教の基礎により、若いアフリカの女の子を教育し、訓練し始めた。 記念学校の名の元となっているアニー・ウォルシュはアフリカで宣教師として働くことを夢見ていた若いイギリス人の女の子である。彼女は20歳の時、事故により夢を達成する前に亡くなるが、英国国教会の宣教会社によって集められた資金が最初の校舎を建てた時に、アニー・ウォルシュの記念碑の資金が確立された。1865年に現在のフリータウンのキッシー通りあたりの位置に移し、1878年にアニー・ウォルシュを称えて彼女の名を付けてアニー・ウォルシュ・メモリアル学校となった。